# 神尾均
神尾 均（かみお ひとし）は、日本の実業家である。川崎製鉄入社後、JFE製缶常務取締役となり、その後、JFEコンテイナー参与、トーセン取締役を務めた。岡山県高梁市出身。

## 経歴
岡山県高梁市で出生する。その後、地元の高梁北小学校（現：高梁小学校）、高梁中学校を経て1972年（昭和47年）4月に岡山県立高梁高等学校へ進学する。
高梁高校に入学すると直ぐに、当時、数学の先生でもあり女子ソフトボール部の顧問でもあった村田教諭から、「昭和52年（1977年）に岡山県でインターハイ (全国高校総体）が開催予定で、男子ソフトボールの種日もあるので当校に男子ソフトボール部を創部したい」と勧誘された。入部後は、1年生ながら初代キャプテンに任命された。翌、高校2年生の時、1963年8月に三重県熊野市で開催されたインターハイに男子ソフトボール岡山県代表として出場する。8月8日の二回戦で強豪・高知工業高校との試合で0-3で敗戦する。その後、神尾は1975年（昭和50年）に卒業し、同年神戸大学へ進学する。
神戸大学でも、ソフトボール同好会に入会し、2年生でキャプテン就任後に部に昇格させ、関西地区大学のリーグ戦に加盟して1978年（昭和53年）には、同校ソフトボール部を二部に昇格させた。同大学を1979年（昭和54年）に卒業し、川崎製鉄に就職する。

### 川崎製鉄就職後
就職後は、営業畑を歩み1999年には、関連事業部主査（課長相当）から電機・ブリキ営業部電機グループ長となる。そんな折、2002年に顧客であった日産自動車が経営危機に陥り、社長がカルロス・ゴーンとなる。ゴーンはコストカッターとしてしられ、取引のあった川崎製鉄もコストダウン等の改革を求められることとなった。その動きが後押しとなり、日本鋼管と川崎製鉄が合併し、2002年9月27日にJFEスチール（鉄鋼メーカーで国内2位）が誕生する。
神尾も誕生間もないJFEへ2003年に移籍し、2004年には、JFEコンテイナーの所属となり、同社の東京ドラム営業部兼職能資格部長となる。2005年には、営業総括部長兼東京ドラム営業部勤務となり、2009年には、JFE製缶出向となり同社常務取締役兼総務部付となる。2012年、JFEコンテイナーの参与となる。その後、同じくJFEの子会社であるトーセンの取締役にも就任する。2020年（令和2年）に同社取締役を退任した。

## 略歴
- 1975年3月 岡山県立高梁高校卒業
- 1979年3月 神戸大学を卒業
- 1979年4月 川崎製鉄に入社
- 1999年7月 電機・ブリキ営業部電機グループ長
- 2002年9月 川崎製鉄と日本鋼管が合併し、JFEスチール誕生
- 2003年1月 JFEスチールへ異動
- 2004年5月 JFEコンテイナーへ異動。東京ドラム営業部・職能資格部長
- 2005年4月 営業総括部長・東京ドラム営業部勤務
- 2006年4月 営業総括部長
- 2008年4月 営業総括部長・海外事業推進部
- 2009年7月 JFEコンテイナー総務部付、JFE製缶出向・企画部担当常務取締役付
- 2010年6月 JFE製缶常務取締役
- 2012年4月 JFEコンテイナー参与・総務部付、JFE製缶出向・企画部担当常務取締役付
- 2020年4月 トーセン取締役退任